# Montecristo (telenovela mexicana)
Montecristo é uma telenovela mexicana produzida por Rita Fusaro e exibida pela Azteca entre 14 de agosto de 2006 e 27 de abril de 2007. 
A trama é baseada no conto El Conde de Montecristo, do escritor Alejandro Dumas. 
Foi protagonizada por Silvia Navarro e Diego Olivera com antagonização de Omar Germenos e Fernando Luján.

## Sinopse
Santiago Díaz Herrera e Marcos Lombardo são muito bons amigos. Marcos apresenta Diego a Laura, que cresceu com Leandro e Helena, que a fizeram acreditar que eram seus tios, mas a realidade é que Leandro roubou e fez Helena acreditar que ela havia sido abandonada. Laura e Santiago se apaixonam e Marcos fica enfurecido, já que ele sempre foi apaixonado por ela. Santiago e Marcos tem que ir para o Marrocos para uma competição de esgrima, mas antes de saber que o pai de Mark, Alberto está envolvido no tráfico de bebês e que Horacio Diaz Herrera, o pai de Santiago, está investigando o caso.
Em Marrocos Santiago e Marcos são assaltados, ordem dada por Alberto para matar Santiago enquanto no México manda matar Horacio. Marcos regressa e diz a Laura que Diego morreu; ela tenta o suicídio, mas falha e descobre que está grávida. Marcos propõe a casar com ela para dar ao bebê uma família, ela aceita e depois de 10 anos ainda é infeliz, pois ela ainda ama Santiago e Marcos quer que ela seja sua esposa.
Enquanto isso, no Marrocos, Santiago é resgatado por Victoria, uma médica que está procurando por sua irmã (ou) que roubou o recém-nascido.
Santiago cobra uma herança que o deixou um colega de cela e retorna ao México junto com Victoria e planeja se vingar daqueles que o aprisionaram por dez anos no Marrocos e mataram seu pai. Ele acredita que Laura é uma traidora porque se casou com Marcos imediatamente após sua suposta morte. Depois de se encontrar com Laura e descobrir que Mathias é seu filho, Laura e Santiago lutarão para estar juntos e formar a família que sempre quis, mas para alcançá-lo, tem que passar por muitas situações que irão testar o seu amor.

## Elenco
- Silvia Navarro - Laura Ledezma/Laura Saenz
- Diego Olivera - Santiago Díaz Herrera
- Omar Germenos - Marcos Lombardo Montserrat
- Fernando Luján - Alberto Lombardo Gutiérrez
- Maria Reneé Prudencio - Victoria Saenz
- José Alonso - Horacio Díaz Herrera Guzmán
- Julieta Egurrola - Sara Calleja
- Margarita Sanz - Leticia Montserrat De Lombardo
- Luis Felipe Tovar - Ramón
- Álvaro Guerrero - Leandro García
- Leticia Huijara - Dolores "Lola" Carreño
- Pedro Sicard - Luciano Manzur
- Carmen Delgado - Helena Ledezma de García
- Sophie Alexander - Mariana
- Tania Arredondo - Milena Salcedo
- Francisco Balzeta - Detective
- Sebastián Ferrat - Camilo
- Mishelle Garfías - Natalia
- Carlos Hays - Matías Lombardo Ledezma / Matías Díaz Herrera Ledezma
- Víctor Hugo Martín - León Rocamora
- Raúl Ortíz - Doctor
- María Fernanda Quiroz - Érika García
- Manuel Sevilla - Patricio Tamargo
- René Gatica - Padre Pedro
- Lisset - Diana/Lorena
- Sergio Bustamante - Andrés
- Erika de la Rosa - Valentina Lombardo Riverol
- Lola Merino - Lisi Savoy
- Enrique Muñoz - Clementi
- Ana Karina Guevara - Ana Medina
- Julia Urbini - Camila  Lombardo Riverol
- Rodolfo Almada - Jaime
- Hernán Mendoza
- Fernando Sarfatti - Juan
- Edna Necoechea
- Carmen Madrid - Mercedes Cortés